# Вэйсинь
Вэйси́нь (кит. упр. 威信, пиньинь Wēixìn) — уезд городского округа Чжаотун провинции Юньнань (КНР).

## История
Уезд Вэйсинь был выделен из уезда Чжэньсюн в 1934 году.
После вхождения провинции Юньнань в состав КНР в 1950 году был образован Специальный район Чжаотун (昭通专区), и уезд вошёл в его состав.
В 1970 году Специальный район Чжаотун был переименован в Округ Чжаотун (昭通地区).
В 2001 году округ Чжаотун был преобразован в городской округ.

## Административное деление
Уезд делится на 7 посёлков, 2 волости и 1 национальную волость.